# Premio Goya voor beste Ibero-Amerikaanse film

De Premio Goya voor beste Ibero-Amerikaanse film (Mejor película Iberoamericana) is een van de Goya Filmprijzen. Van 1987-2008 was dit de Goya voor beste Spaanstalige buitenlandse film en van 2009-2010 de Goya voor beste Hispano-Amerikaanse film, waarmee films geproduceerd in Hispano-Amerika konden meedingen naar de prijs. Sinds 2011 is het gebied uitgebreid naar Ibero-Amerika, waarmee ook films uit Portugal en Brazilië in aanmerking komen voor de prijs. In onderstaande lijst staat de winnaar als eerste weergegeven, gevolgd door de andere genomineerden.
| Jaar         | Film                            | Regisseur                               | Land                        |
| ------------ | ------------------------------- | --------------------------------------- | --------------------------- |
| 1987 (1ste)  | La película del rey             | Carlos Sorín                            | Argentinië                  |
| 1987 (1ste)  | Pequeña revancha                | Olegario Barrera                        | Venezuela                   |
| 1987 (1ste)  | Tiempo de morir                 | Jorge Alí Triana                        | Colombia                    |
| 1988 (2de)   | Lo que importa es vivir         | Luis Alcoriza                           | Mexico                      |
| 1988 (2de)   | Hombre mirando al sudeste       | Eliseo Subiela                          | Argentinië                  |
| 1988 (2de)   | Un hombre de éxito              | Humberto Solás                          | Cuba                        |
| 1989 (3de)   | Prijs werd niet uitgereikt.     | Prijs werd niet uitgereikt.             | Prijs werd niet uitgereikt. |
| 1990 (4de)   | La bella del Alhambra           | Enrique Pineda Barnet                   | Cuba                        |
| 1990 (4de)   | Aventurera                      | Pablo de la Barra                       | Venezuela                   |
| 1991 (5de)   | Caídos del cielo                | Francisco Lombardi                      | Peru                        |
| 1991 (5de)   | Caluga o menta                  | Gonzalo Justiniano                      | Chili                       |
| 1991 (5de)   | María Antonia                   | Sergio Giral                            | Cuba                        |
| 1992 (6de)   | La frontera                     | Ricardo Larraín                         | Chili                       |
| 1992 (6de)   | Hello Hemingway                 | Fernando Pérez                          | Cuba                        |
| 1992 (6de)   | Jericó                          | Luis Alberto Lamata                     | Venezuela                   |
| 1992 (6de)   | Técnicas de duelo               | Sergio Cabrera                          | Colombia                    |
| 1993 (7de)   | Un lugar en el mundo            | Adolfo Aristarain                       | Argentinië                  |
| 1993 (7de)   | Como agua para chocolate        | Alfonso Arau                            | Mexico                      |
| 1993 (7de)   | Disparen a matar                | Carlos Azpurúa                          | Venezuela                   |
| 1994 (8ste)  | Gatica, el mono                 | Leonardo Favio                          | Argentinië                  |
| 1994 (8ste)  | Golpes a mi puerta              | Alejandro Saderman                      | Venezuela                   |
| 1994 (8ste)  | Johnny 100 Pesos                | Gustavo Graef Marino                    | Chili                       |
| 1995 (9de)   | Fresa y chocolate               | Tomás Gutiérrez Alea, Juan Carlos Tabío | Cuba                        |
| 1995 (9de)   | La estrategia del caracol       | Sergio Cabrera                          | Colombia                    |
| 1995 (9de)   | Sin compasión                   | Francisco Lombardi                      | Peru                        |
| 1996 (10de)  | El callejón de los milagros     | Jorge Fons                              | Mexico                      |
| 1996 (10de)  | El elefante y la bicicleta      | Juan Carlos Tabío                       | Cuba                        |
| 1996 (10de)  | Sicario                         | Joseph Novoa                            | Venezuela                   |
| 1997 (11de)  | Sol de otoño                    | Eduardo Mignogna                        | Argentinië                  |
| 1997 (11de)  | Pon tu pensamiento en mí        | Arturo Sotto Díaz                       | Cuba                        |
| 1997 (11de)  | Sin remitente                   | Carlos Carrera                          | Mexico                      |
| 1998 (12de)  | Cenizas del paraíso             | Marcelo Piñeyro                         | Argentinië                  |
| 1998 (12de)  | Amor vertical                   | Arturo Sotto Díaz                       | Cuba                        |
| 1998 (12de)  | Última llamada                  | Carlos García Agraz                     | Mexico                      |
| 1999 (13de)  | El faro                         | Eduardo Mignogna                        | Argentinië                  |
| 1999 (13de)  | Amaneció de golpe               | Carlos Azpúrua                          | Venezuela                   |
| 1999 (13de)  | De noche vienes, Esmeralda      | Jaime Humberto Hermosillo               | Mexico                      |
| 1999 (13de)  | Kleines Tropicana - Tropicanita | Daniel Díaz Torres                      | Cuba                        |
| 2000 (14de)  | La vida es silbar               | Fernando Pérez                          | Cuba                        |
| 2000 (14de)  | Del olvido al no me acuerdo     | Juan Carlos Rulfo                       | Mexico                      |
| 2000 (14de)  | Golpe de estadio                | Sergio Cabrera                          | Colombia                    |
| 2000 (14de)  | Mundo grúa                      | Pablo Trapero                           | Argentinië                  |
| 2001 (15de)  | Plata quemada                   | Marcelo Piñeyro                         | Argentinië                  |
| 2001 (15de)  | Lista de espera                 | Juan Carlos Tabío                       | Cuba                        |
| 2001 (15de)  | Pantaleón y las visitadoras     | Francisco Lombardi                      | Peru                        |
| 2001 (15de)  | Ratas, ratones, rateros         | Sebastián Cordero                       | Ecuador                     |
| 2002 (16de)  | La fuga                         | Eduardo Mignogna                        | Argentinië                  |
| 2002 (16de)  | Miel para Oshún                 | Humberto Solás                          | Cuba                        |
| 2002 (16de)  | Perfume de violetas             | Maryse Sistach                          | Mexico                      |
| 2002 (16de)  | Taxi para tres                  | Orlando Lübbert                         | Chili                       |
| 2003 (17de)  | El último tren                  | Diego Arsuaga                           | Uruguay                     |
| 2003 (17de)  | El crimen del padre Amaro       | Carlos Carrera                          | Mexico                      |
| 2003 (17de)  | Nada                            | Juan Carlos Cremata                     | Cuba                        |
| 2003 (17de)  | Un día de suerte                | Sandra Gugliotta                        | Argentinië                  |
| 2004 (18de)  | Historias mínimas               | Carlos Sorín                            | Argentinië                  |
| 2004 (18de)  | El misterio del Trinidad        | José Luis García Agraz                  | Mexico                      |
| 2004 (18de)  | El viaje hacia el mar           | Guillermo Casanova                      | Uruguay                     |
| 2004 (18de)  | Suite Habana                    | Fernando Pérez                          | Cuba                        |
| 2005 (19de)  | Whisky                          | Juan Pablo Rebella, Pablo Stoll         | Uruguay                     |
| 2005 (19de)  | El rey                          | Antonio Dorado                          | Colombia                    |
| 2005 (19de)  | Machuca                         | Andrés Wood                             | Chili                       |
| 2005 (19de)  | Luna de Avellaneda              | Juan José Campanella                    | Argentinië                  |
| 2006 (20ste) | Iluminados por el fuego         | Tristán Bauer                           | Argentinië                  |
| 2006 (20ste) | Alma máter                      | Álvaro Buela                            | Uruguay                     |
| 2006 (20ste) | Mi mejor enemigo                | Alex Bowen                              | Chili                       |
| 2006 (20ste) | Rosario Tijeras                 | Emilio Maillé                           | Colombia                    |
| 2007 (21ste) | Las manos                       | Alejandro Doria                         | Argentinië                  |
| 2007 (21ste) | American visa                   | Juan Carlos Valdivia                    | Bolivia                     |
| 2007 (21ste) | En la cama                      | Matías Bize                             | Chili                       |
| 2007 (21ste) | Soñar no cuesta nada            | Rodrigo Triana                          | Colombia                    |
| 2008 (22ste) | XXY                             | Lucía Puenzo                            | Argentinië                  |
| 2008 (22ste) | La edad de la peseta            | Pavel Giroud                            | Cuba                        |
| 2008 (22ste) | Mariposa negra                  | Francisco Lombardi                      | Peru                        |
| 2008 (22ste) | Padre nuestro                   | Rodrigo Sepúlveda                       | Chili                       |
| 2009 (23ste) | La Buena Vida                   | Andrés Wood                             | Chili                       |
| 2009 (23ste) | Acné                            | Federico Veiroj                         | Uruguay                     |
| 2009 (23ste) | Lake Tahoe                      | Fernando Eimbcke                        | Mexico                      |
| 2009 (23ste) | Perro come perro                | Carlos Moreno                           | Colombia                    |
| 2010 (24ste) | El secreto de sus ojos          | Juan José Campanella                    | Argentinië                  |
| 2010 (24ste) | Dawson. Isla 10                 | Miguel Littín                           | Chili                       |
| 2010 (24ste) | Gigante                         | Adrián Biniez                           | Uruguay                     |
| 2010 (24ste) | La teta asustada                | Claudia Llosa                           | Peru                        |
| 2011 (25ste) | La vida de los peces            | Matías Bize                             | Chili                       |
| 2011 (25ste) | Contracorriente                 | Javier Fuentes-León                     | Peru                        |
| 2011 (25ste) | El hombre de al lado            | Gastón Duprat, Mariano Cohn             | Argentinië                  |
| 2011 (25ste) | El infierno                     | Luis Estrada                            | Mexico                      |
| 2012 (26ste) | Un cuento chino                 | Sebastián Borensztein                   | Argentinië                  |
| 2012 (26ste) | Boleto al paraíso               | Gerardo Chijona                         | Cuba                        |
| 2012 (26ste) | Miss Bala                       | Gerardo Naranjo                         | Mexico                      |
| 2012 (26ste) | Violeta se fue a los cielos     | Andrés Wood                             | Chili                       |
| 2013 (27ste) | Juan de los Muertos             | Alejandro Brugués                       | Cuba                        |
| 2013 (27ste) | Después de Lucía                | Michel Franco                           | Mexico                      |
| 2013 (27ste) | Infancia clandestina            | Benjamín Ávila                          | Argentinië                  |
| 2013 (27ste) | Siete cajas                     | Juan Carlos Maneglia, Tana Schémbori    | Paraguay                    |
| 2014 (28ste) | Azul y no tan rosa              | Miguel Ferrari                          | Venezuela                   |
| 2014 (28ste) | Wakolda                         | Lucía Puenzo                            | Argentinië                  |
| 2014 (28ste) | Gloria                          | Sebastián Lelio                         | Chili                       |
| 2014 (28ste) | La jaula de oro                 | Diego Quemada-Díez                      | Mexico                      |
| 2015 (29ste) | Relatos salvajes                | Damián Szifron                          | Argentinië                  |
| 2015 (29ste) | Conducta                        | Ernesto Daranas                         | Cuba                        |
| 2015 (29ste) | Mr. Kaplan                      | Álvaro Brechner                         | Uruguay                     |
| 2015 (29ste) | La distancia más larga          | Claudia Pinto Emperador                 | Venezuela                   |
| 2016 (30ste) | El Clan                         | Pablo Trapero                           | Argentinië                  |
| 2016 (30ste) | La once                         | Maite Alberdi                           | Chili                       |
| 2016 (30ste) | Magallanes                      | Salvador del Solar                      | Peru                        |
| 2016 (30ste) | Vestido de novia                | Marilyn Solaya                          | Cuba                        |
| 2017 (31ste) | El ciudadano ilustre            | Mariano Cohn, Gastón Duprat             | Argentinië                  |
| 2017 (31ste) | Anna                            | Jacques Toulemonde                      | Colombia                    |
| 2017 (31ste) | Desde allá                      | Lorenzo Vigas                           | Venezuela                   |
| 2017 (31ste) | Las elegidas                    | David Pablos                            | Mexico                      |
| 2018 (32ste) | Una mujer fantástica            | Sebastián Lelio                         | Chili                       |
| 2018 (32ste) | Amazona                         | Clare Weiskopf, Nicolás van Hemelryck   | Colombia                    |
| 2018 (32ste) | Tempestad                       | Tatiana Huezo                           | Mexico                      |
| 2018 (32ste) | Zama                            | Lucrecia Martel                         | Argentinië                  |
| 2019 (33ste) | Roma                            | Alfonso Cuarón                          | Mexico                      |
| 2019 (33ste) | El Ángel                        | Luis Ortega                             | Argentinië                  |
| 2019 (33ste) | La noche de 12 años             | Álvaro Brechner                         | Uruguay                     |
| 2019 (33ste) | Los perros                      | Marcela Said                            | Chili                       |
| 2020 (34ste) | La odisea de los giles          | Sebastián Borensztein                   | Argentinië                  |
| 2020 (34ste) | Araña                           | Andrés Wood                             | Chili                       |
| 2020 (34ste) | El despertar de las hormigas    | Antonella Sudasassi                     | Costa Rica                  |
| 2020 (34ste) | Monos                           | Alejandro Landes                        | Colombia                    |
| 2021 (35ste) | El olvido que seremos           | Fernando Trueba                         | Colombia                    |
| 2021 (35ste) | El agente topo                  | Maite Alberdi                           | Chili                       |
| 2021 (35ste) | La Llorona                      | Jayro Bustamante                        | Guatemala                   |
| 2021 (35ste) | Ya no estoy aquí                | Fernando Frias                          | Mexico                      |
| 2022 (36ste) | La cordillera de los sueños     | Patricio Guzmán                         | Chili                       |
| 2022 (36ste) | Canción sin nombre              | Melina León                             | Peru                        |
| 2022 (36ste) | Las siamesas                    | Paula Hernández                         | Argentinië                  |
| 2022 (36ste) | Los lobos                       | Samuel Kishi                            | Mexico                      |